# Miroslav Lobantsev
Bản mẫu:Eastern Slavic name
Miroslav Aleksandrovich Lobantsev (tiếng Nga: Мирослав Александрович Лобанцев; sinh ngày 27 tháng 5 năm 1995) là một cầu thủ bóng đá người Nga thi đấu ở vị trí thủ môn. Hiện tại anh thi đấu ở Giải bóng đá ngoại hạng Nga cho Lokomotiv Moskva.

## Sự nghiệp câu lạc bộ
Anh có màn ra mắt tại Giải bóng đá ngoại hạng Nga vào ngày 20 tháng 7 năm 2012 cho Lokomotiv Moskva trong trận đấu với Mordovia Saransk.

### Thống kê sự nghiệp
Tính đến 11 tháng 12 năm 2017
| Câu lạc bộ                 | Mùa giải             | Giải vô địch                | Giải vô địch | Giải vô địch | Cúp     | Cúp       | Châu lục | Châu lục  | Tổng cộng | Tổng cộng |
| Câu lạc bộ                 | Mùa giải             | Hạng đấu                    | Số trận      | Bàn thắng    | Số trận | Bàn thắng | Số trận  | Bàn thắng | Số trận   | Bàn thắng |
| -------------------------- | -------------------- | --------------------------- | ------------ | ------------ | ------- | --------- | -------- | --------- | --------- | --------- |
| F.K. Lokomotiv Moskva      | 2011–12              | Giải bóng đá ngoại hạng Nga | 0            | 0            | 0       | 0         | 0        | 0         | 0         | 0         |
| F.K. Lokomotiv Moskva      | 2012–13              | Giải bóng đá ngoại hạng Nga | 3            | 0            | 1       | 0         | –        | –         | 4         | 0         |
| F.K. Lokomotiv Moskva      | 2013–14              | Giải bóng đá ngoại hạng Nga | 0            | 0            | 0       | 0         | –        | –         | 0         | 0         |
| F.K. Lokomotiv Moskva      | 2014–15              | Giải bóng đá ngoại hạng Nga | 0            | 0            | 0       | 0         | 0        | 0         | 0         | 0         |
| F.K. Krylia Sovetov Samara | 2015–16              | Giải bóng đá ngoại hạng Nga | 1            | 0            | 1       | 0         | –        | –         | 2         | 0         |
| F.K. Lokomotiv Moskva      | 2016–17              | Giải bóng đá ngoại hạng Nga | 0            | 0            | 0       | 0         | –        | –         | 0         | 0         |
| F.K. Lokomotiv Moskva      | 2017–18              | Giải bóng đá ngoại hạng Nga | 0            | 0            | 0       | 0         | 0        | 0         | 0         | 0         |
| F.K. Lokomotiv Moskva      | Tổng cộng (2 spells) | Tổng cộng (2 spells)        | 3            | 0            | 1       | 0         | 0        | 0         | 4         | 0         |
| Tổng cộng sự nghiệp        | Tổng cộng sự nghiệp  | Tổng cộng sự nghiệp         | 4            | 0            | 2       | 0         | 0        | 0         | 6         | 0         |